# Starhemberg

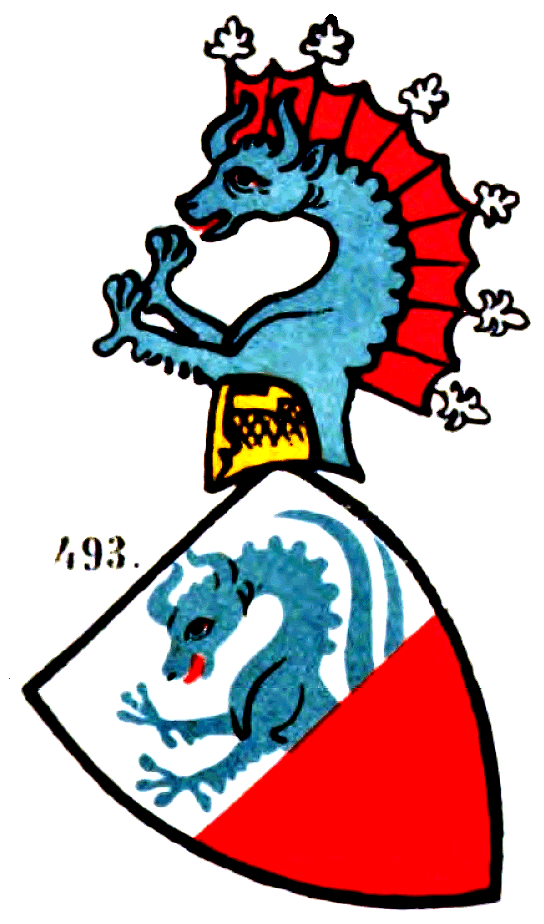
Stammwappen derer von Starhemberg in der Zürcher Wappenrolle (ca. 1340)

Starhemberg (ehemals auch Herren von Starhemberg) ist der Name eines ursprünglich aus Oberösterreich (Steyr, Steinbach) stammenden Hochadelsgeschlechts, das zu den Apostelgeschlechtern zählt und 1643 in den Reichsgrafen- und 1765 in den Reichsfürstenstand erhoben wurde.

## Geschichte

### Ursprung
Von den Apostelgeschlechtern, also jenen Familien, die schon zur Zeit der Babenberger (976 bis 1246) in Österreich eine Rolle spielten, haben sich bis heute nur wenige erhalten: neben den Häusern Liechtenstein, Abensperg und Traun sowie Fürstenberg auch die Familie Starhemberg.
Als Ahnherr der Familie Starhemberg gilt Gundaker I. von Steyr, ein Ministeriale der Otakare auf deren Sitz Styraburg. 1192 gelangte die Styraburg aufgrund der Georgenberger Handfeste an die Babenberger. Gundaker war auch Untervogt des Klosters Garsten. Er heiratete Richezza nobilis matrona de Steinpach aus dem Geschlecht der hochfreien Herren von Steinbach, wodurch er nach 1160 deren Stammsitz, die Burg Steinbach und die zugehörige Herrschaft mit St. Georgen, Gallspach, Affnang, Neumarkt und Moos bei Offenhausen erbte. Im Zuge kriegerischer Auseinandersetzungen zwischen Herzog Heinrich II. von Österreich und dem steirischen Markgrafen Otakar IV. wurde die Burg Steinbach 1171 belagert, gestürmt und zerstört, danach aber wieder aufgebaut und wohl bis ins 15. Jahrhundert von einem Pfleger verwaltet.

### Burg und Schloss Wildberg, Burg Starhemberg, Burg Lobenstein
Gundaker II. von Steyr und Steinbach, der Sohn Gundakars I., erbte 1198 das Lehen der Burg Wildberg in der Gemeinde Kirchschlag bei Linz von seinem Schwiegervater Gottschalk von Haunsperg-Wildberg. Wildberg blieb bis heute über 800 Jahre im Besitz der Starhemberger und ist somit ältester Familiensitz.
Gundaker IV. von Steyr, ein Ministeriale des Königs Ottokar I. Přemysl, erbaute vor 1236 die Burg Starhemberg bei Haag, nach der er sich später auch nannte. Sie wird in einem Passauer Urbar aus dem 13. Jahrhundert mit „Storchenberch“ bezeichnet und war bischöfliches Lehen. Die Hohe Gerichtsbarkeit hielten die Starhemberger aber als Lehen der Schaunberger. Im Kampf um die Königswürde zwischen Friedrich dem Schönen und Ludwig dem Bayern wurde die Burg 1322 von Grams von Uttendorf, einem Feldhauptmann Ludwigs, erobert. Zehn Jahre später wurde sie von den Bayern an Herzog Albrecht II. und Otto IV. abgetreten. Die Starhemberger saßen aber bis 1379 weiterhin auf ihrer namensgebenden Burg, da sie ihre Ansprüche auf das Passauer Lehen nicht aufgegeben hatten. Herzog Albrecht III. entschädigte sie schließlich mit 3.000 Pfund Silber und übernahm die Burg Starhemberg. Im 15. Jahrhundert kam die Burg Starhemberg noch mehrfach als Pfand an die Familie zurück.
1369 erhielten die Starhemberger auch die Burg Lobenstein zu Lehen.
Um die Mitte des 16. Jahrhunderts wurde die gotische Burg Wildberg um einen Renaissancebau mit Arkadengang ergänzt. Ab 1664/65 wurde auf dem Gelände der ehemaligen Vorburg das Schloss errichtet. Um 1750 gehörten zur Herrschaft Wildberg inklusive Auerberg und Lobenstein 703 Untertanen. Die Wildberger Linie der Starhemberger starb 1857 aus, Wildberg und Lobenstein fielen danach an den Schaunberg-Eferdinger Zweig der Familie, der sie bis heute besitzt. Zu Beginn der 1920er Jahre stürzte das Dach des alten Palas ein, wodurch der nördlich gelegene Burgtrakt zur Ruine wurde, während das frühbarocke Schloss noch steht.

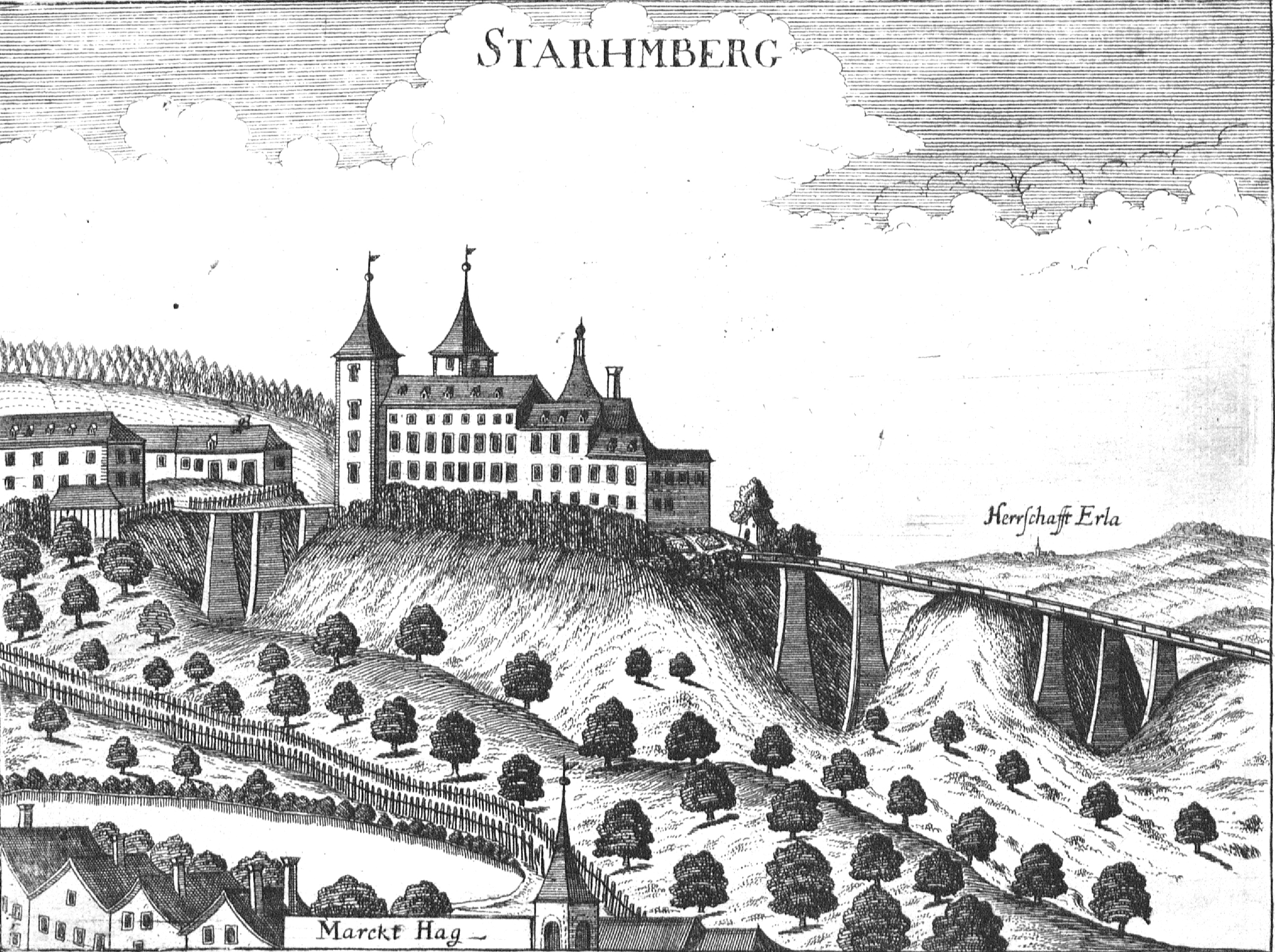
Schloss Starhemberg (Haag am Hausruck)
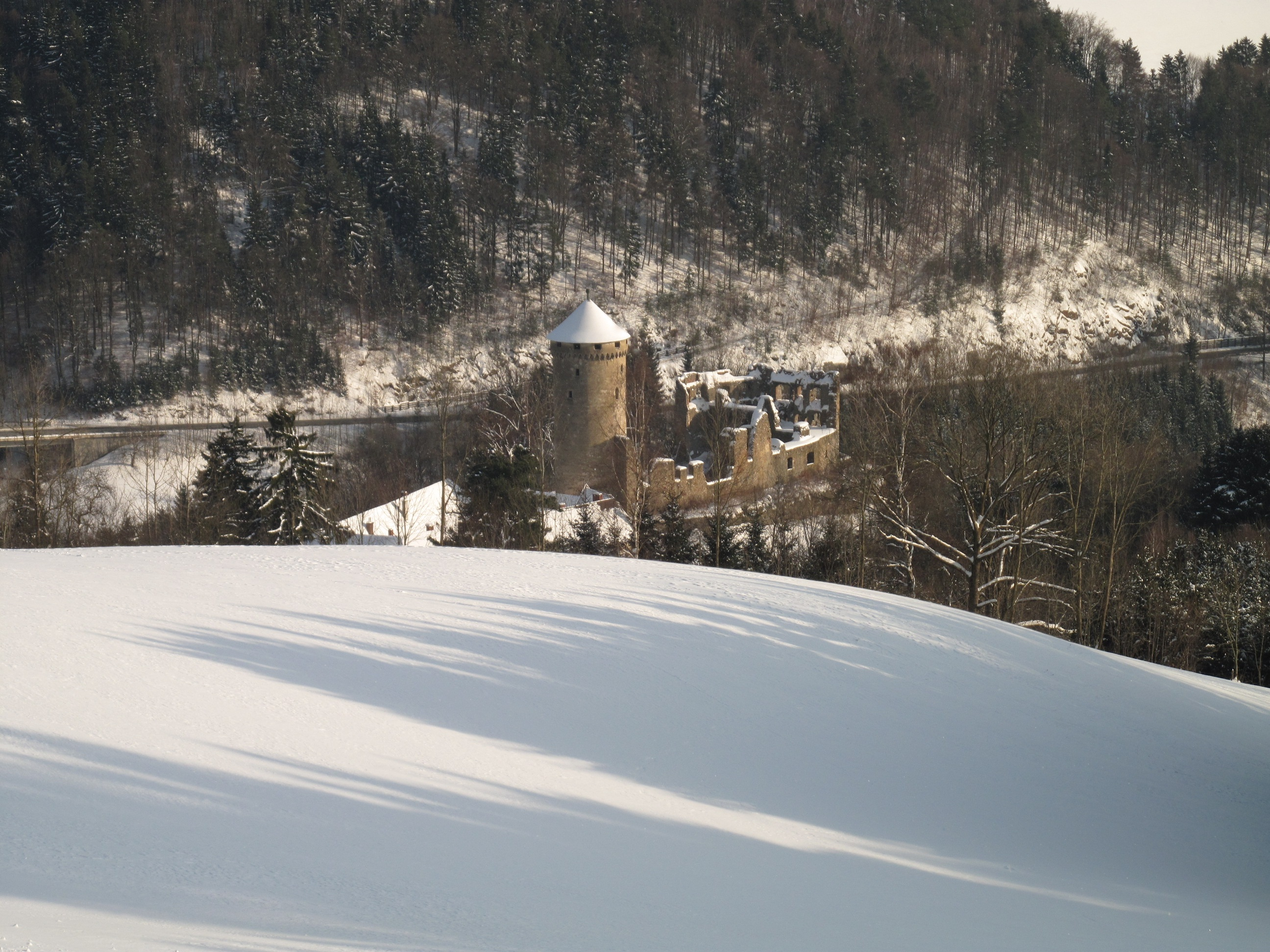
Burgruine Wildberg
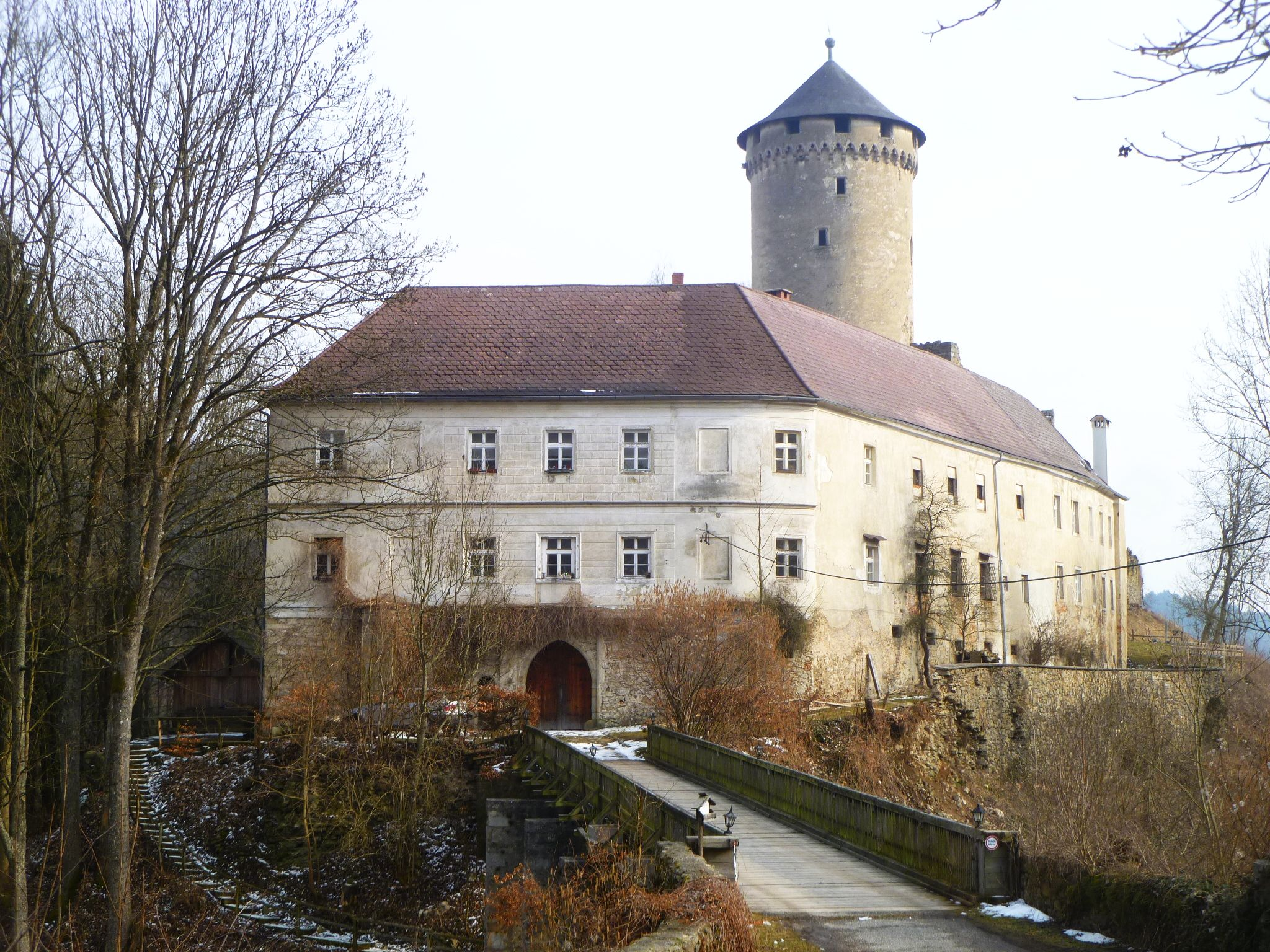
Schloss Wildberg
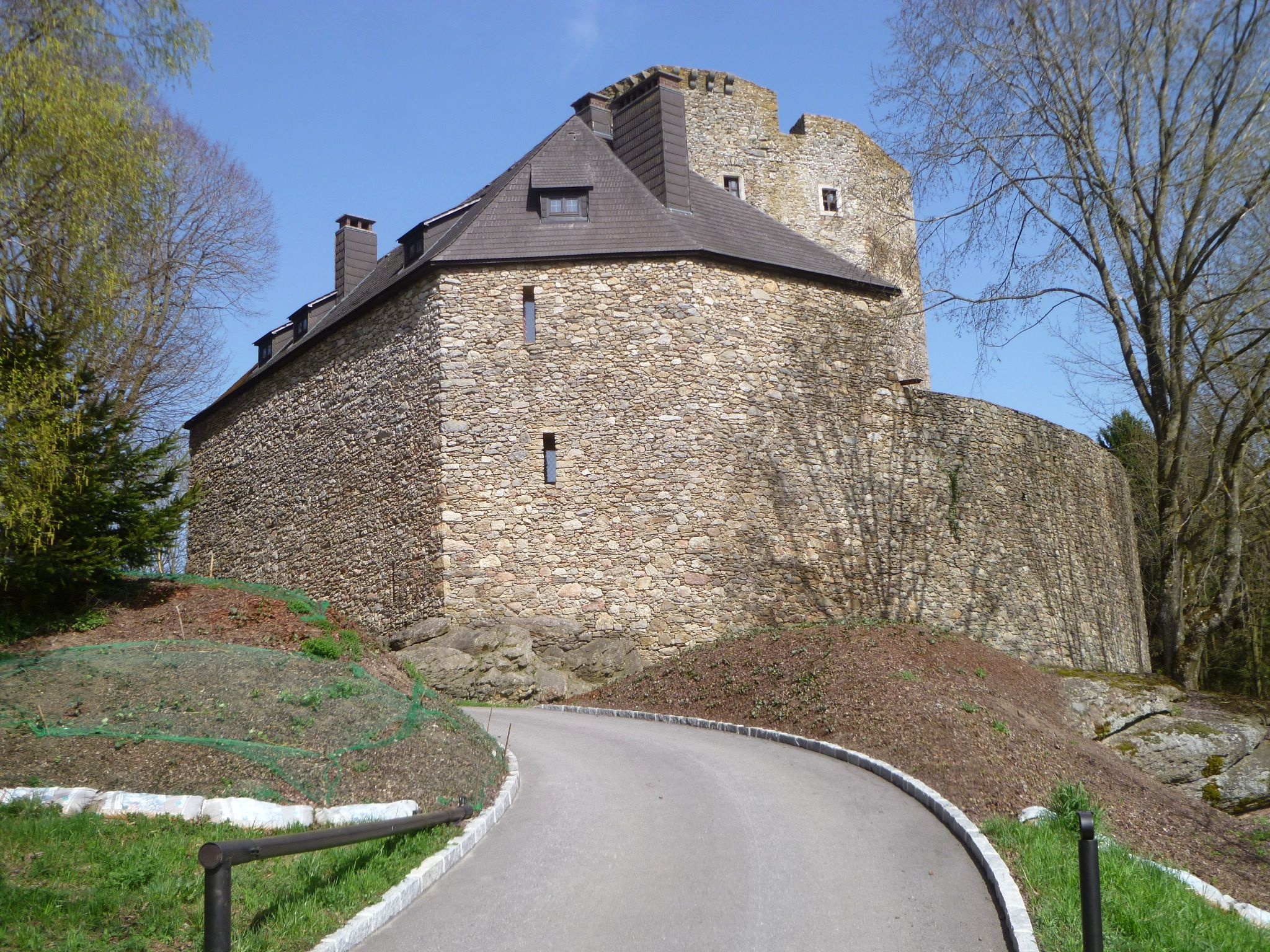
Burg Lobenstein

### Burg Schaunberg, Schloss Starhemberg/Eferding und Schloss Eschelberg
1559 fiel die Grafschaft Schaunberg an die Starhemberger. Die Burgruine Schaunberg, größte Burgruine Oberösterreichs, gehört bis heute zum Eferdinger Besitz der Familie.
Schloss Starhemberg in Eferding, auch Schloss Eferding genannt, ist mit Ausnahme einer kurzen Unterbrechung (von 1630 bis 1660) seit rund 450 Jahren im Besitz der Familie Starhemberg. Die im 12. Jahrhundert vom Bistum Passau errichtete Amtsburg wurde im 14. Jahrhundert an die Grafen von Schaunberg verkauft. Nach dem Aussterben der Schaunberger im 16. Jahrhundert ließen deren Erben, die Starhemberger, die damalige Burg zu einem Schloss ausbauen, ehe die Anlage unter Fürst Georg Adam im 18. Jahrhundert im Stil des Klassizismus verändert wurde. Im Schloss befindet sich das Fürstlich Starhemberg’sche Familienmuseum. Ein Rundgang durch die Museumsräumlichkeiten zeigt zahlreiche Erinnerungs- und Fundstücke aus der Familiengeschichte der Starhemberger. Die hier ansässige Starhemberg'schen Familienstiftung sieht sich als Substanzerhalter des Familienbesitzes. Sechs Schlösser, 6000 Hektar Forstbesitz in Österreich, Plantagen in Andalusien und eine Rinderfarm in Argentinien werden mit rund 70 Mitarbeitern betrieben.
1674 erwarb Konrad Balthasar von Starhemberg das Schloss Eschelberg, das sich ebenfalls bis heute im Familienbesitz befindet.

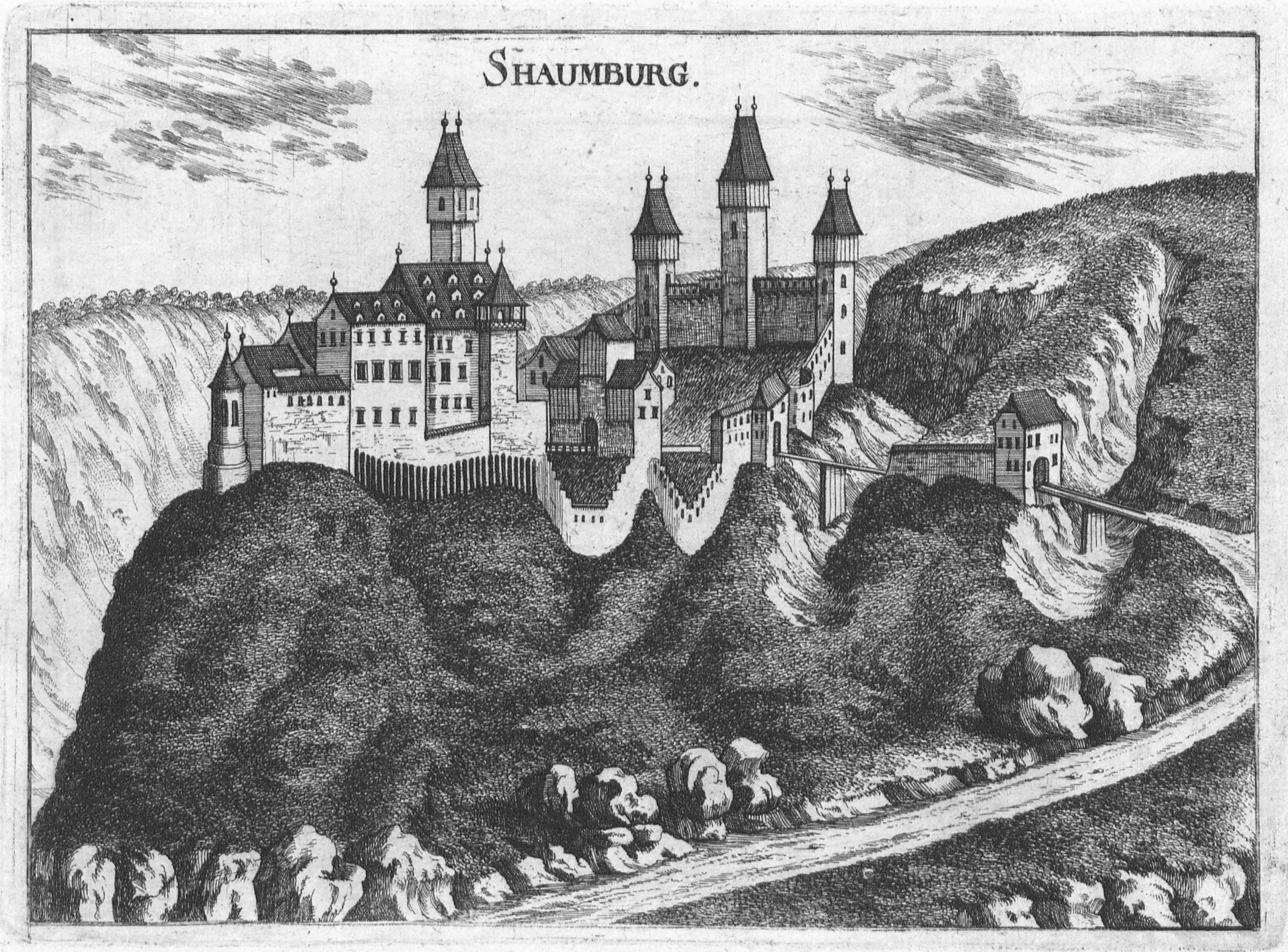
Burg Schaunburg um 1674
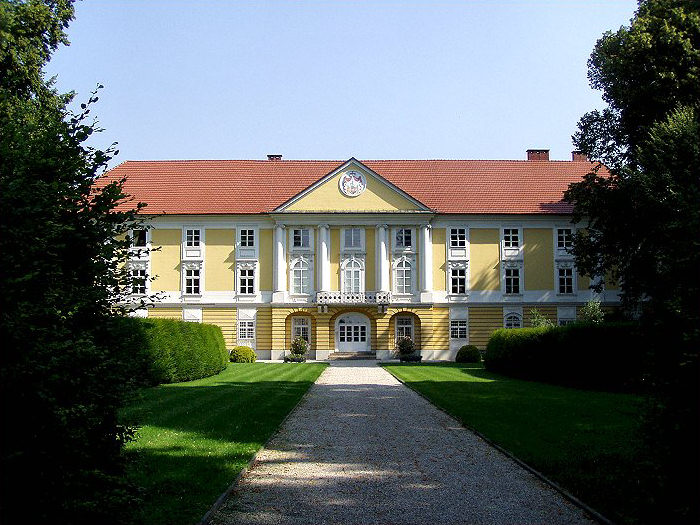
Schloss Starhemberg in Eferding
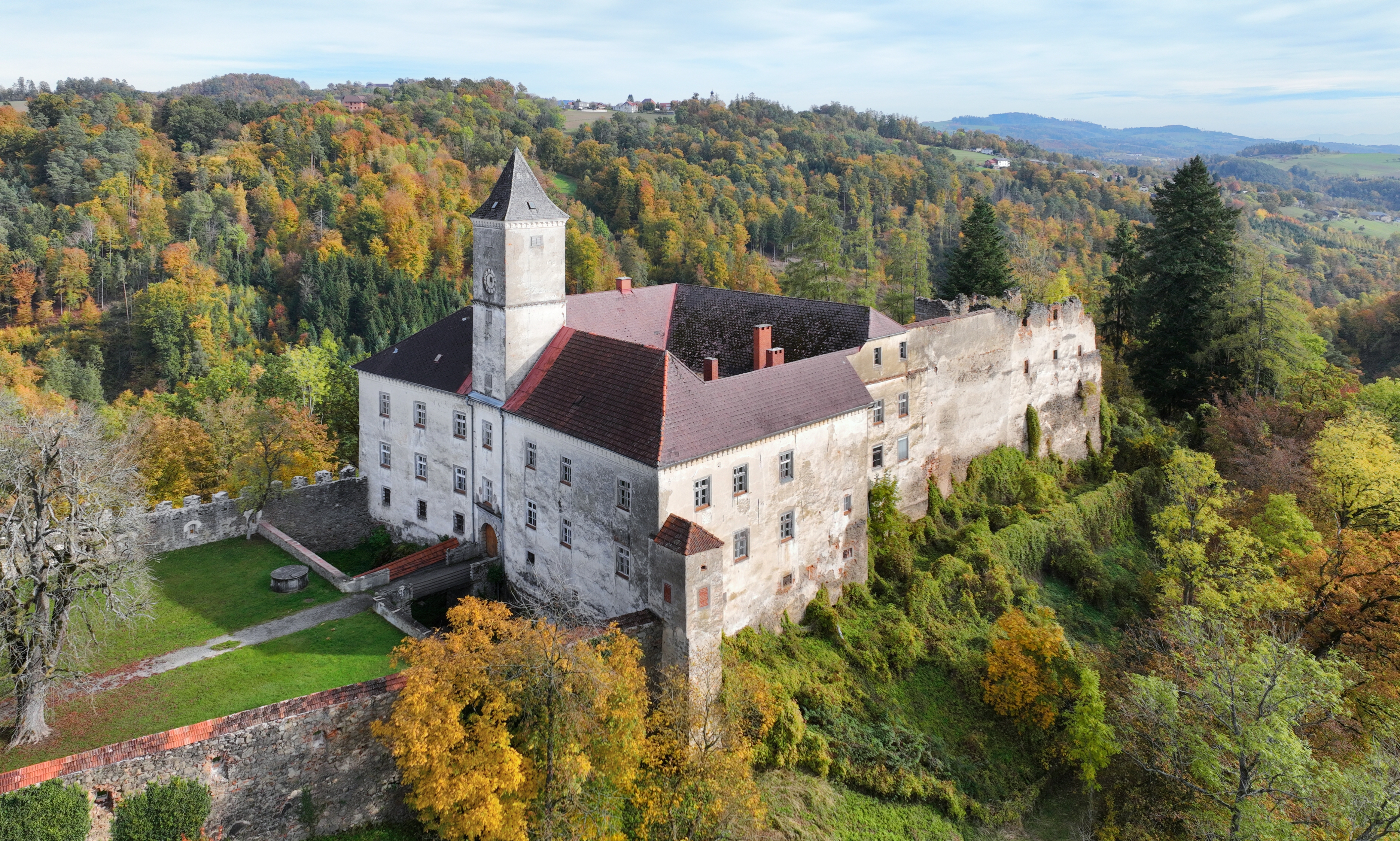
Schloss Eschelberg

### Ehemalige Besitztümer
Zu den ehemaligen Besitztümern zählen Burgruine Aggstein (1685–1819), Burg Albrechtsberg an der Großen Krems (1263–1377), Palais Starhemberg an der Dorotheergasse, Wien (18. Jh.), Palais Starhemberg am Minoritenplatz, Wien (1661–1814), Palais Schönburg, Wien (1450–1811, neu erbaut 1705), Freihaus auf der Wieden (1643–1872), Schloss Načeradec (Anf. 18. Jh. – 1884) sowie Schloss Pottendorf (1702–1802), Schloss Schönbühel (1396–1819). In Oberösterreich sind Schloss Riedegg (bis 1933), Schloss Haus (Wartberg ob der Aist) (1708–1947) und Schloss Auhof (Linz) (1689–1961) zu nennen. In Mährisch-Schlesien zählte Schloss Rychvald (Reichwaldau) bis 1945 zum Besitz der Familie.

### Begräbnisstätten
Im 16. und 17. Jahrhundert bildete die Starhemberg’sche Gruftkapelle in der Pfarrkirche Hellmonsödt die wichtigste Grablege des Geschlechtes. In der dortigen Gruft befinden sich heute zehn Särge von Familienmitgliedern, von denen einer eine 450 Jahre alte Kindermumie enthält. Graf Ernst Rüdiger (1638–1701), der Verteidiger Wiens gegen die Türken 1683, ist in der Schottenkirche in Wien begraben. Die meisten Fürsten aus der Familie sind in der Stadtpfarrkirche Eferding bestattet, so auch Ernst Rüdiger (1899–1956).
Nach Aussage eines zwischen 1633 und 1641 entstandenen Belegungsplans ist bekannt, dass die protestantische Ehefrau eines nach Regensburg ausgewanderten Mitglieds des protestantischen Zweigs der  Adelsfamilie Starhemberg, auf dem heutigen Gesandtenfriedhof hinter der Dreieinigkeitskirche begraben wurde. Das Begräbnis gehört damit zu den ganz frühen Begräbnissen, von denen sich nur vereinzelt Spuren erhalten haben.

## Wappen
Blasonierung: Das Stammwappen zeigt in Silber aus rotem Schildfuß wachsend einen feuerspeienden, rot (früher selten auch: golden) gehörnten blauen Panther; auf dem Helm mit blau-silbernen (früher selten auch: blau-roten) Decken der wachsende Panther, dessen Rückseite normal mit einem roten Grat bestückt ist, der mit acht silbernen Federbüschen bestückt ist. Seit einer kaiserlichen Wappenbesserung am 24. Juni 1437 werden die Panther gekrönt dargestellt.

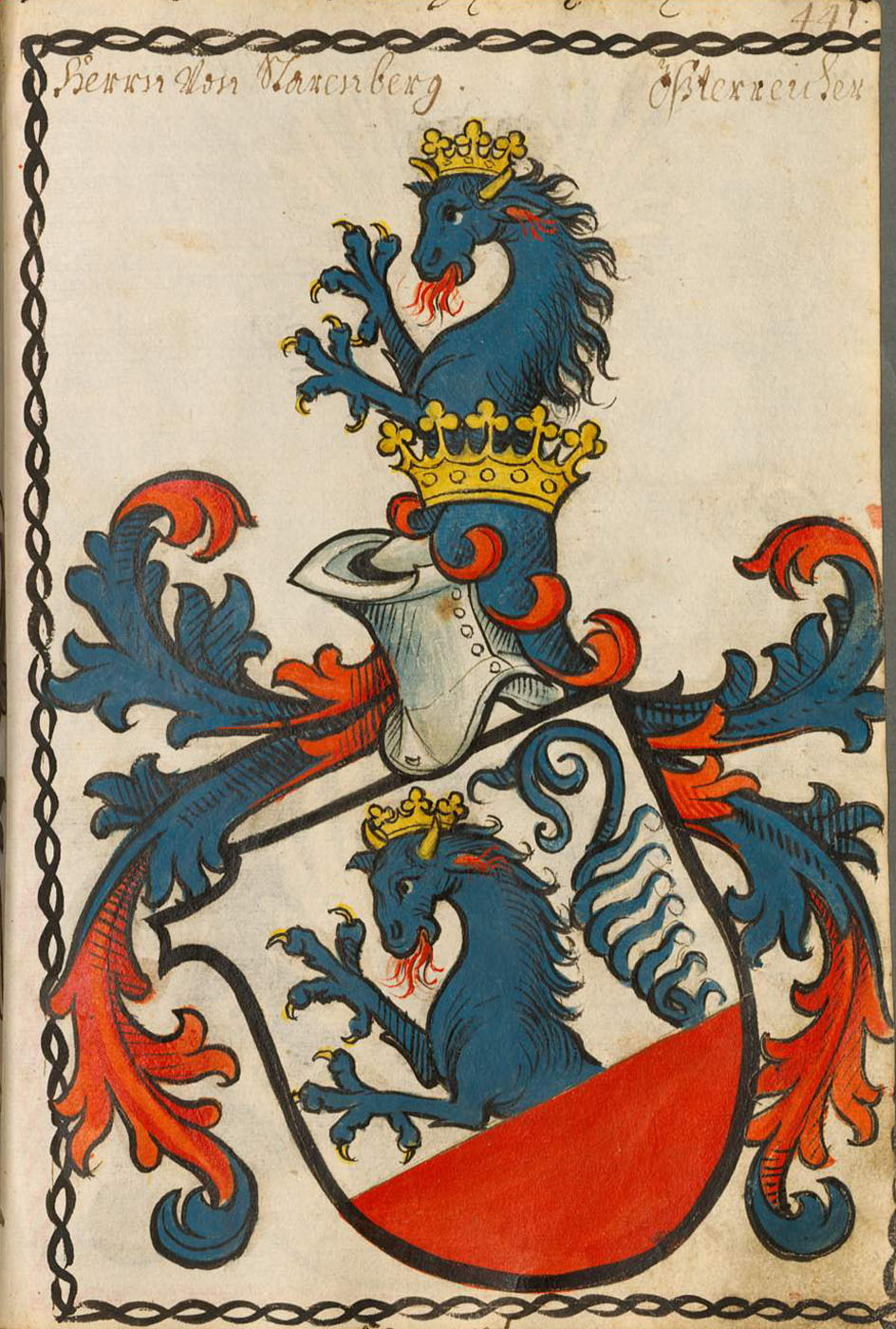
Stammwappen der Herren von Staremberg (Starhemberg), aus Scheiblerschen Wappenbuch (1450–1480), älterer Teil, S. 441
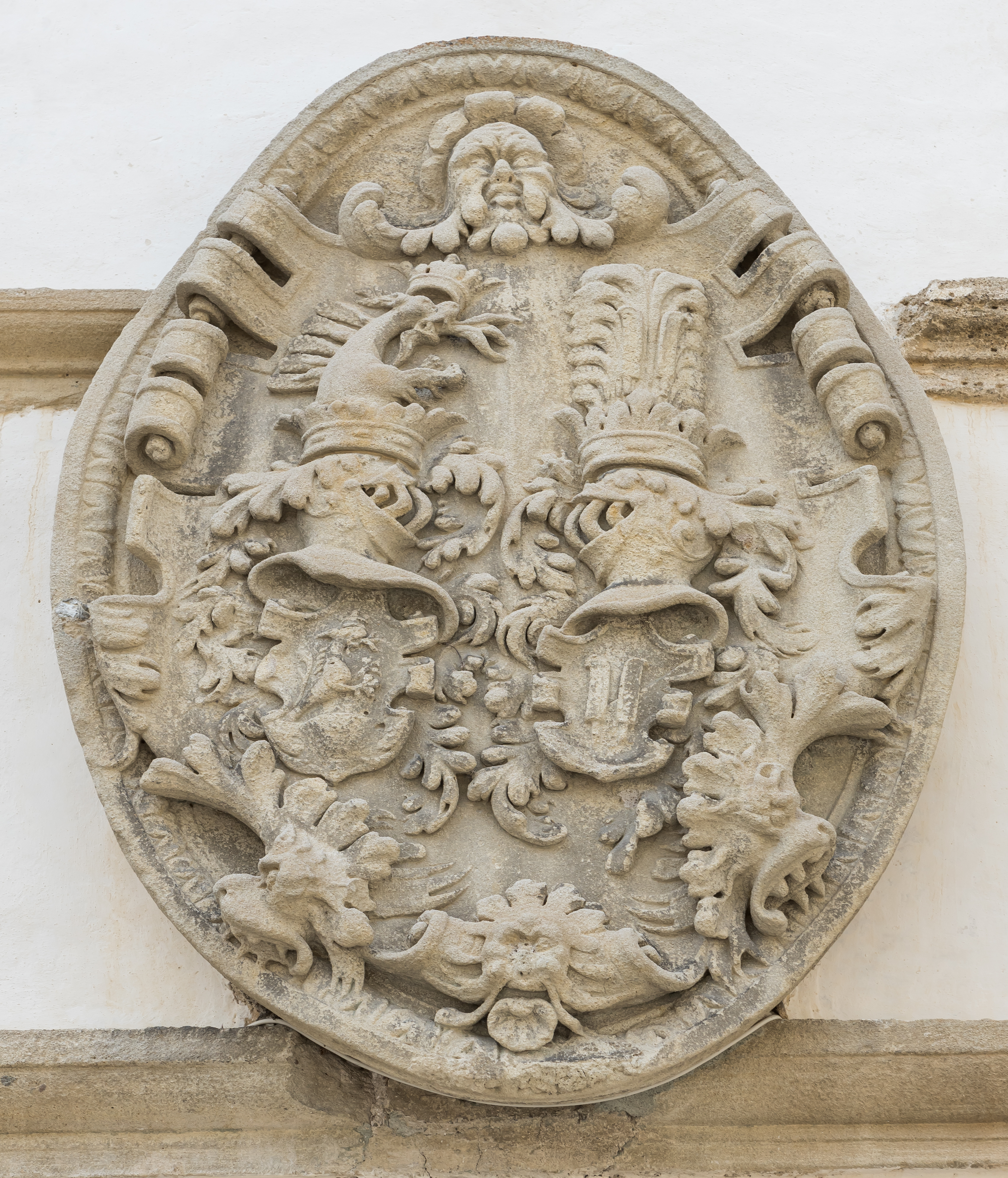
Allianzwappen Dietrichstein-Starhemberg, Burghof der Hollenburg
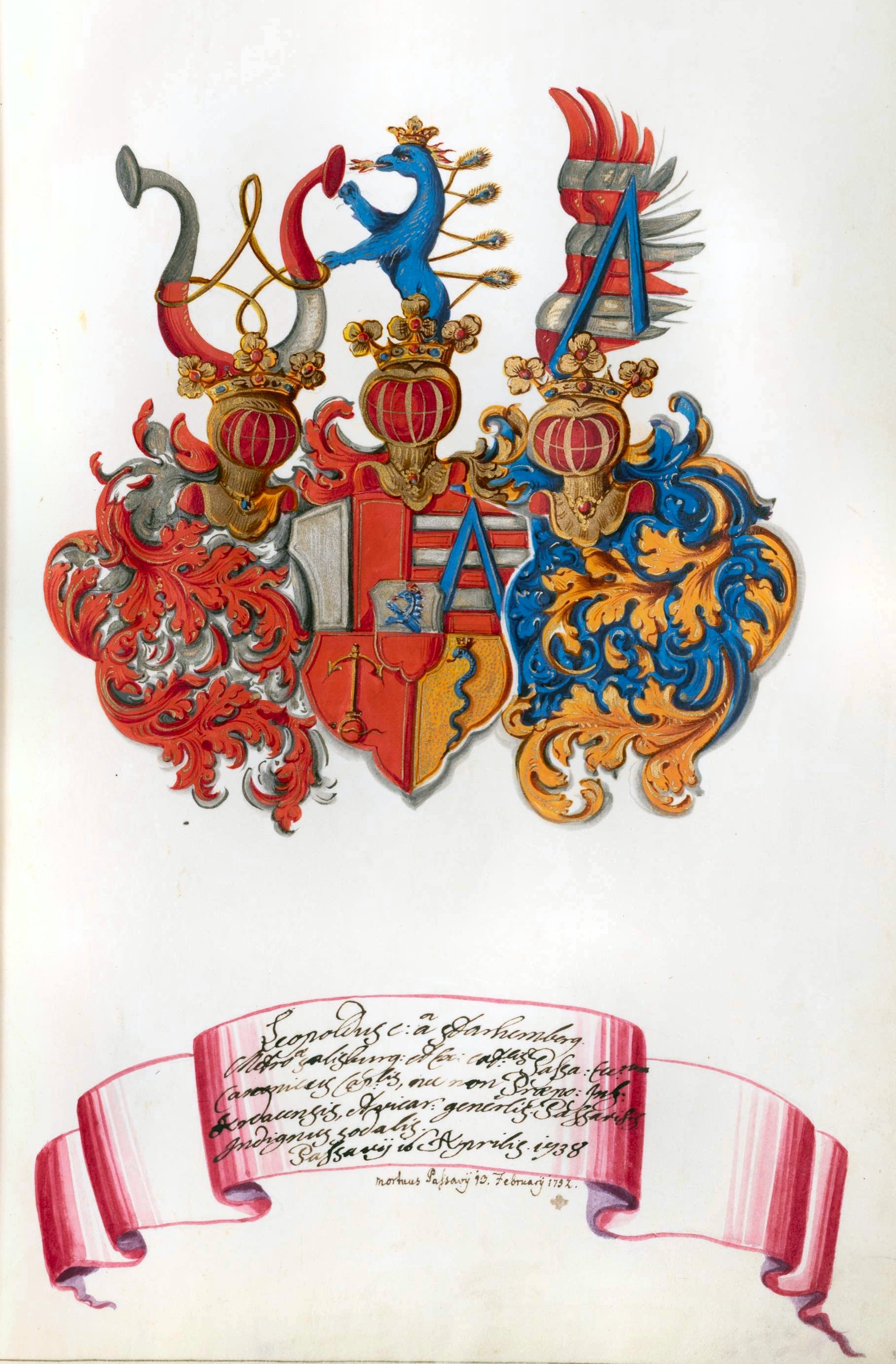
Wappen derer von Starhemberg im Mitgliederverzeichnis der Todesangstbruderschaft an der Passauer Jesuitenkirche, 1738
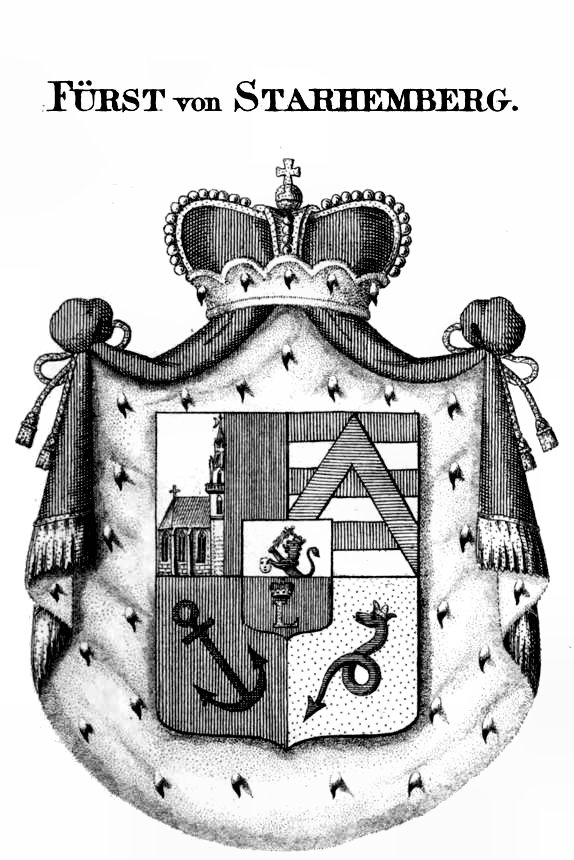
Wappen der Fürsten von Starhemberg, Tyroff AT, zwischen 1831 und 1868
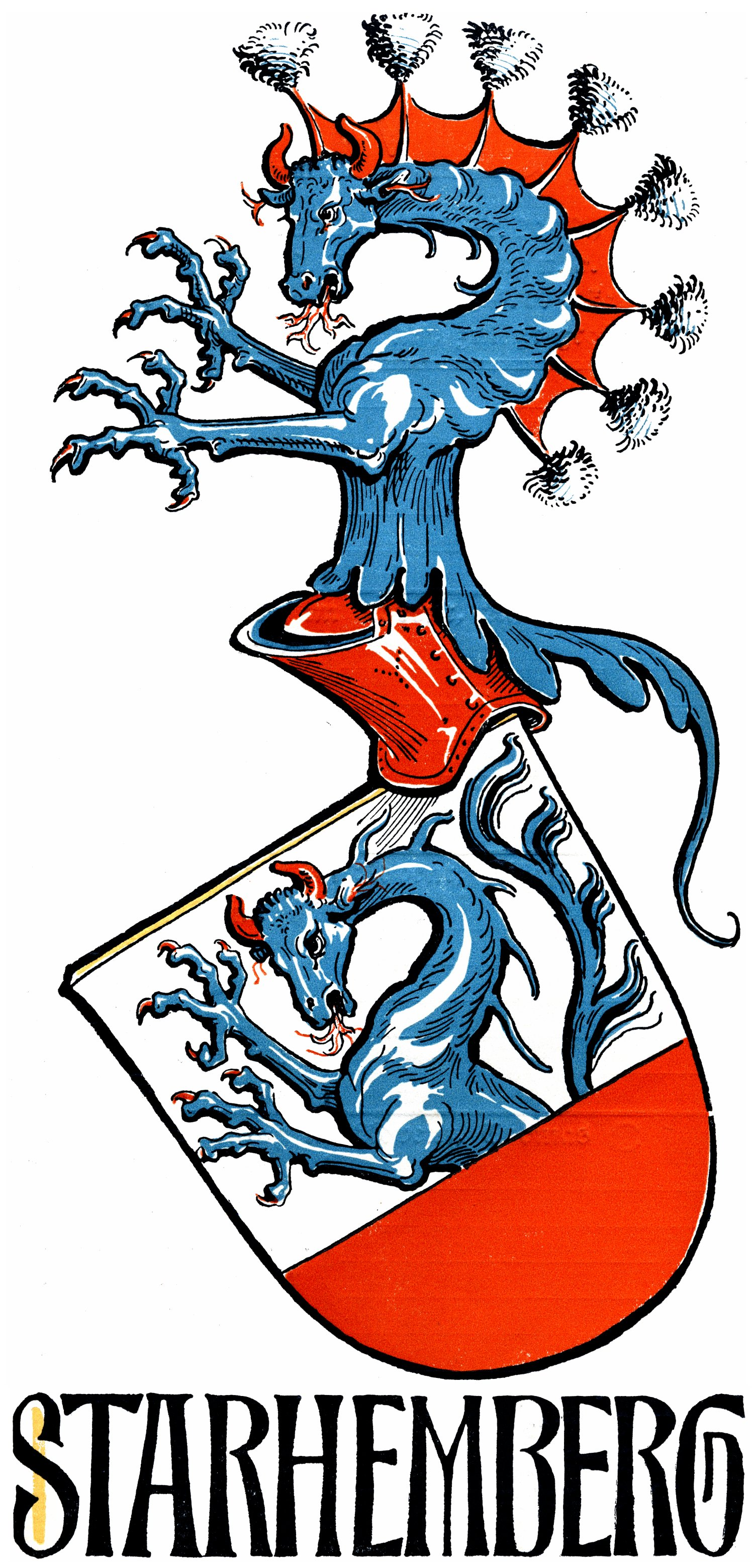
Wappengrafik von Otto Hupp im Münchener Kalender von 1902

## Angehörige des Geschlechts

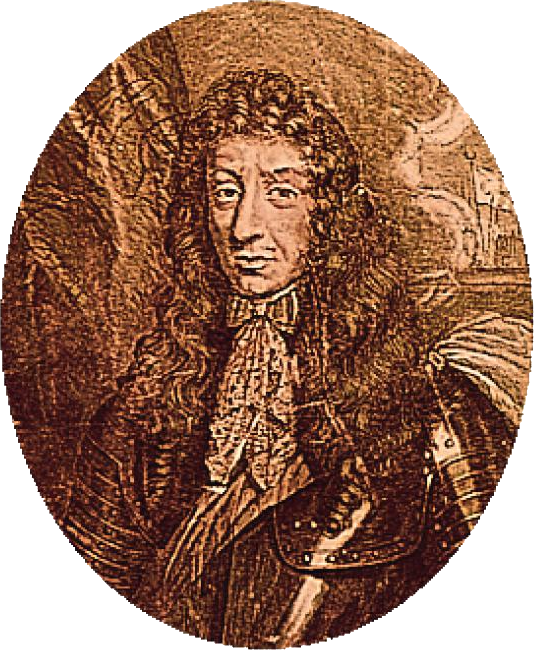
Graf Ernst Rüdiger von Starhemberg

### Namensträger
- Eberhard IV. von Starhemberg (* ~1370; † 1429), Erzbischof von Salzburg
- Johann IV. von Starhemberg (* 1412; † 1474), Landeshauptmann ob der Enns
- Ulrich von Starhemberg (* ?; † 1486), Landeshauptmann ob der Enns
- Gotthard von Starhemberg (* ?; † 1493), Hauptmann des Landes ob der Enns
- Bohunka von Starhemberg (* ?; † 1530), Ehefrau des böhmischen Adeligen Jost III. von Rosenberg, starb bei der Geburt ihrer Tochter
- Erasmus I. von Starhemberg (1503–1560), österreichischer Adeliger
- Erasmus von Starhemberg (1545–1570), österreichischer Adeliger
- Erasmus II. von Starhemberg (1575–1648), österreichischer Adeliger
- Erasmus der Jüngere von Starhemberg (1595–1664), österreichischer Adeliger, Mitglied der Fruchtbringenden Gesellschaft
- Erasmus Christoph von Starhemberg (1685–1729), österreichischer Generalfeldwachtmeister
- Johann Reichard von Starhemberg (1608–1661), Feldmarschall-Lieutenant
- Ernst Rüdiger Graf von Starhemberg (1638–1701), österreichischer Politiker, Feldmarschall, Verteidiger Wiens gegen die Türken 1683 (Zweite Türkenbelagerung, Kommandant der Wiener Stadtverteidigung)
- Maximilian Lorenz von Starhemberg (~1640–1689), kaiserlicher Generalfeldmarschall und Kommandant der Festung Philippsburg, Bruder von Ernst Rüdiger
- Guido von Starhemberg (1657–1737), Feldherr während des Spanischen Erbfolgekrieges
- Gundaker Thomas Starhemberg (1663–1745), Halbbruder von Ernst Rüdiger, Finanzfachmann
- Maximilian Adam Franz von Starhemberg (1669–1741), Feldmarschall
- Ottokar Franz Jakob von Starhemberg (1681–1733), Feldmarschall-Lieutenant
- Emanuel Johann Michael von Starhemberg (1708–1771), Feldzeugmeister
- Johann Winulf von Starhemberg (1710–1765), Feldzeugmeister
- Johann Ludwig Adam von Starhemberg (1717–1778), Feldmarschall-Lieutenant und einer der ersten Ritter des Maria-Theresia-Ordens
- Johann Guidobald Joseph Philipp von Starhemberg (1720–1763), Generalfeldwachtmeister
- Maria Eva Sophia von Starhemberg (1722–1773)
- Joseph Franz Xaver von Starhemberg (1724–1774), Generalfeldwachtmeister
- Georg Adam von Starhemberg (seit 1765 Fürst; 1724–1807), österreichischer Diplomat, Minister und Obersthofmeister sowie Vertrauter von Maria Theresia
- Maria Ernestine Esterházy Starhemberg (1754–1813), Dame des Sternkreuz-Ordens von ausgezeichneter geistiger Bildung
- Anton Gundacker von Starhemberg (1776–1842), Generalmajor
- Ernst Rüdiger von Starhemberg (1861–1927), österreichischer Großgrundbesitzer und Politiker
- Fanny Starhemberg (1875–1943), österreichische Politikerin (CS)
- Ernst Rüdiger Starhemberg (1899–1956), österreichischer Politiker und Heimwehrführer
- Heinrich Starhemberg (1934–1997), Sohn von Ernst Rüdiger und Nora Gregor; Schauspieler und Schriftsteller (Pseudonym: Henry Gregor)

### Fürsten von Starhemberg
- Johann Georg Adam I. Karl (* 1724; † 1807): 1765 Fürst von Starhemberg; ⚭ I Gräfin Maria Theresia Esther von Starhemberg, Tochter von Ottokar Franz Jacob; ⚭ II Prinzessin Maria Franziska zu Salm-Salm, Tochter des Fürsten Nikolaus Leopold zu Salm-Salm, Herzog von Hoogstraeten; zeugte mit Maria Franziska Sohn Ludwig Joseph Maximilian
  - Ludwig Joseph Maximilian (1762–1833): 2. Fürst von Starhemberg; ⚭ Prinzessin Marie Louise d’Arenberg, Tochter von Charles de Ligne, Duc d’Arenberg, Duc d’Aerschot; zeugte Georg Adam II.
    - Georg Adam II. (1785–1860): 3. Fürst von Starhemberg; ⚭ Prinzessin Aloisia von Auersperg, Tochter von Karl; Oheim von Camillo (den Älteren)
- Camillo Rüdiger (der Ältere) (1804–1872): Sohn von Karl Gundakar, ab 7. April 1860 4. Fürst von Starhemberg; ⚭ I Guidobaldine Steinmetz; ⚭ II Gräfin Marie Leopoldine von Thürheim; zeugte Camillo Heinrich (den Jüngeren)
  - Camillo Heinrich (der Jüngere) (1835–1900): 5. Fürst von Starhemberg; ⚭ Gräfin Sophia von Sickingen zu Hohenburg; zeugte Ernst Rüdiger
    - Ernst Rüdiger (1861–1927), dessen Sohn, bis 1919 als 6. Fürst von Starhemberg; ⚭ Franziska („Fanny“) Gräfin Larisch von Moennich

### Chefs der Familie Starhemberg
- Ernst Rüdiger Starhemberg (1861–1927): s. o.
  - Ernst Rüdiger Starhemberg (1899–1956): dessen Sohn; ⚭ I Marie Elisabeth Altgräfin zu Salm-Reifferscheidt-Raitz, Tochter von Karl Borromäus Altgraf zu Salm-Reifferscheidt-Raitz; ⚭ II Nora Gregor
    - Heinrich Rüdiger Karl Georg Franciscus Starhemberg (1934–1997): dessen Sohn
      - Georg Starhemberg (* 1961): ein Sohn dessen Cousins